# Anapis hetschki
Espèce
Synonymes
- Amazula hetschkii Keyserling, 1886

Anapis hetschki est une espèce d'araignées aranéomorphes de la famille des Anapidae.

## Distribution
Cette espèce est endémique de Santa Catarina au Brésil,.

## Description
La femelle holotype mesure 1,7 mm.

## Publication originale
- Keyserling, 1886 : Die Spinnen Amerikas. Theridiidae. Nürnberg, vol. 2, p. 1-295 (texte intégral).